# Härjedalens domsagas valkrets
Härjedalens domsagas valkrets var i valen till andra kammaren 1881–1908 en egen valkrets med ett mandat. Valkretsen, som omfattade Härjedalens landskap samt de sydligaste delarna av Jämtland, avskaffades vid införandet av proportionellt valsystem i valet 1911 och uppgick då i Jämtlands läns södra valkrets. 

## Riksdagsmän
- William Farup, lmp 1882–1885, AK:s vänster 1886, partilös 1887, gamla lmp 1888–1890 (1882–1890)
- Per Norberg, gamla lmp 1891–1894, folkp 1895–1899, lib s 1900–1902 (1891–1902)
- Sven Johan Enander, vänstervilde (1903–1908)
- Ingebrikt Bergman, lib s (1909–1911)

## Valresultat

### 1896
| Andrakammarvalet i Sverige 1896: Härjedalens domsagas valkrets | Andrakammarvalet i Sverige 1896: Härjedalens domsagas valkrets | Andrakammarvalet i Sverige 1896: Härjedalens domsagas valkrets | Andrakammarvalet i Sverige 1896: Härjedalens domsagas valkrets | Andrakammarvalet i Sverige 1896: Härjedalens domsagas valkrets |
| Kandidat                                                       | Kandidat                                                       | Röster                                                         | Röster                                                         | Röster                                                         |
| Kandidat                                                       | Kandidat                                                       | Antal                                                          | %                                                              | +− %                                                           |
| -------------------------------------------------------------- | -------------------------------------------------------------- | -------------------------------------------------------------- | -------------------------------------------------------------- | -------------------------------------------------------------- |
|                                                                | Per Norberg fp                                                 | 304                                                            | 57,3                                                           |                                                                |
|                                                                | Sven Johan Enander                                             | 205                                                            | 38,7                                                           |                                                                |
|                                                                | Övriga kandidater                                              | 21                                                             | 4,0                                                            |                                                                |
| Antal giltiga röster                                           | Antal giltiga röster                                           | 530                                                            |                                                                |                                                                |
| Kasserade röster                                               | Kasserade röster                                               | 2                                                              |                                                                |                                                                |
| Totalt                                                         | Totalt                                                         | 532                                                            |                                                                |                                                                |

Valkretsen hade 17 680 invånare den 31 december 1895, varav 1 098 eller 6,2 % var valberättigade. 532 personer deltog i valet, ett valdeltagande på 48,5 %.

### 1899
| Andrakammarvalet i Sverige 1899: Härjedalens domsagas valkrets | Andrakammarvalet i Sverige 1899: Härjedalens domsagas valkrets | Andrakammarvalet i Sverige 1899: Härjedalens domsagas valkrets | Andrakammarvalet i Sverige 1899: Härjedalens domsagas valkrets | Andrakammarvalet i Sverige 1899: Härjedalens domsagas valkrets |
| Kandidat                                                       | Kandidat                                                       | Röster                                                         | Röster                                                         | Röster                                                         |
| Kandidat                                                       | Kandidat                                                       | Antal                                                          | %                                                              | +− %                                                           |
| -------------------------------------------------------------- | -------------------------------------------------------------- | -------------------------------------------------------------- | -------------------------------------------------------------- | -------------------------------------------------------------- |
|                                                                | Per Norberg                                                    | 226                                                            | 60,1                                                           | ▲2,8                                                           |
|                                                                | Sven Johan Enander                                             | 122                                                            | 32,4                                                           | ▼6,3                                                           |
|                                                                | Övriga kandidater                                              | 28                                                             | 7,5                                                            |                                                                |
| Antal giltiga röster                                           | Antal giltiga röster                                           | 376                                                            |                                                                |                                                                |
| Kasserade röster                                               | Kasserade röster                                               | 7                                                              |                                                                |                                                                |
| Totalt                                                         | Totalt                                                         | 383                                                            |                                                                |                                                                |

Valet hölls den 20 augusti 1899. Valkretsen hade 18 489 invånare den 31 december 1898, varav 1 098 eller 5,9 % var valberättigade. 383 personer deltog i valet, ett valdeltagande på 34,9 %.

### 1902
| Andrakammarvalet i Sverige 1902: Härjedalens domsagas valkrets | Andrakammarvalet i Sverige 1902: Härjedalens domsagas valkrets | Andrakammarvalet i Sverige 1902: Härjedalens domsagas valkrets | Andrakammarvalet i Sverige 1902: Härjedalens domsagas valkrets | Andrakammarvalet i Sverige 1902: Härjedalens domsagas valkrets |
| Kandidat                                                       | Kandidat                                                       | Röster                                                         | Röster                                                         | Röster                                                         |
| Kandidat                                                       | Kandidat                                                       | Antal                                                          | %                                                              | +− %                                                           |
| -------------------------------------------------------------- | -------------------------------------------------------------- | -------------------------------------------------------------- | -------------------------------------------------------------- | -------------------------------------------------------------- |
|                                                                | Sven Johan Enander                                             | 258                                                            | 50,5                                                           | ▲18,1                                                          |
|                                                                | Per Norberg                                                    | 242                                                            | 47,4                                                           | ▼12,7                                                          |
|                                                                | Övriga kandidater                                              | 11                                                             | 2,1                                                            |                                                                |
| Antal giltiga röster                                           | Antal giltiga röster                                           | 511                                                            |                                                                |                                                                |
| Kasserade röster                                               | Kasserade röster                                               | 2                                                              |                                                                |                                                                |
| Totalt                                                         | Totalt                                                         | 513                                                            |                                                                |                                                                |

Valet hölls den 7 september 1902. Valkretsen hade 18 934 invånare den 31 december 1901, varav 1 030 eller 5,4 % var valberättigade. 513 personer deltog i valet, ett valdeltagande på 49,8 %.

### 1905
| Andrakammarvalet i Sverige 1905: Härjedalens domsagas valkrets | Andrakammarvalet i Sverige 1905: Härjedalens domsagas valkrets | Andrakammarvalet i Sverige 1905: Härjedalens domsagas valkrets | Andrakammarvalet i Sverige 1905: Härjedalens domsagas valkrets | Andrakammarvalet i Sverige 1905: Härjedalens domsagas valkrets |
| Kandidat                                                       | Kandidat                                                       | Röster                                                         | Röster                                                         | Röster                                                         |
| Kandidat                                                       | Kandidat                                                       | Antal                                                          | %                                                              | +− %                                                           |
| -------------------------------------------------------------- | -------------------------------------------------------------- | -------------------------------------------------------------- | -------------------------------------------------------------- | -------------------------------------------------------------- |
|                                                                | Sven Johan Enander                                             | 347                                                            | 61,9                                                           | ▲11,4                                                          |
|                                                                | Per Norberg                                                    | 153                                                            | 27,3                                                           | ▼20,1                                                          |
|                                                                | O. Verner i Ytterhogdal                                        | 58                                                             | 10,3                                                           |                                                                |
|                                                                | Övriga kandidater                                              | 3                                                              | 0,5                                                            |                                                                |
| Antal giltiga röster                                           | Antal giltiga röster                                           | 561                                                            |                                                                |                                                                |
| Kasserade röster                                               | Kasserade röster                                               | 0                                                              |                                                                |                                                                |
| Totalt                                                         | Totalt                                                         | 561                                                            |                                                                |                                                                |

Valet hölls den 3 september 1905. Valkretsen hade 18 688 invånare den 31 december 1904, varav 1 220 eller 6,5 % var valberättigade. 561 personer deltog i valet, ett valdeltagande på 46,0 %.

### 1908
| Andrakammarvalet i Sverige 1908: Härjedalens domsagas valkrets | Andrakammarvalet i Sverige 1908: Härjedalens domsagas valkrets | Andrakammarvalet i Sverige 1908: Härjedalens domsagas valkrets | Andrakammarvalet i Sverige 1908: Härjedalens domsagas valkrets | Andrakammarvalet i Sverige 1908: Härjedalens domsagas valkrets |
| Kandidat                                                       | Kandidat                                                       | Röster                                                         | Röster                                                         | Röster                                                         |
| Kandidat                                                       | Kandidat                                                       | Antal                                                          | %                                                              | +− %                                                           |
| -------------------------------------------------------------- | -------------------------------------------------------------- | -------------------------------------------------------------- | -------------------------------------------------------------- | -------------------------------------------------------------- |
|                                                                | Ingebrikt Bergman                                              | 297                                                            | 70,0                                                           |                                                                |
|                                                                | Sven Johan Enander                                             | 120                                                            | 28,3                                                           | ▼33,6                                                          |
|                                                                | Övriga kandidater                                              | 7                                                              | 1,7                                                            |                                                                |
| Antal giltiga röster                                           | Antal giltiga röster                                           | 424                                                            |                                                                |                                                                |
| Kasserade röster                                               | Kasserade röster                                               | 247                                                            |                                                                |                                                                |
| Totalt                                                         | Totalt                                                         | 671                                                            |                                                                |                                                                |

Valet hölls den 6 september 1908. Valkretsen hade 18 696 invånare den 31 december 1907, varav 1 229 eller 6,6 % var valberättigade. 671 personer deltog i valet, ett valdeltagande på 54,6 %.
Det stora antalet kasserade röster kom från Linsells landskommun (38 röster), Lillhärdals landskommun (56 röster), Överhogdals landskommun (23 röster) och Tännäs landskommun (48 röster), Rätans landskommun (43 röster) och Klövsjö landskommun (38 röster). Valprotokollen från dessa sex kommuner ansågs ofullständiga eller felaktiga.